# Lanicides vayssierei
Lanicides vayssierei är en ringmaskart som först beskrevs av Gravier 1911.  Lanicides vayssierei ingår i släktet Lanicides och familjen Terebellidae. Inga underarter finns listade i Catalogue of Life.